# Шарапанівка
Шарапа́нівка — село в Україні, у Крижопільській селищній громаді Тульчинського району Вінницької області, адміністративний центр Шарапанівського старостинського округу. До 2020 року Шарапанівка входила до складу Крижопільського району Вінницької області та була центром Шарапанівської сільської ради. За даними на 2024 рік, населення села становило 576 жителів.
Уперше згадується в джерелах XVII століття як слобода Сарапанівка. Сучасне село Шарапанівка відоме з другої половини XVIII століття. Село поділялося на дві парафії — Старо-Шарапанівку (старіше поселення) та Слободу-Шарапанівку (новіше поселення), які утворювали одне суцільне поселення з єдиною цивільною адміністрацією. У перший радянський період Старо-Шарапанівка та Слобода-Шарапанівка існували як два окремих села до адміністративного об'єднання в 1957 році.
Упродовж XVII—XIX століть Шарапанівка перебувала у власності спочатку Конецпольських, пізніше Любомирських та згодом Ярошинських. У складі Гетьманщини Шарапанівка входила до Брацлавського полку, у Речі Посполитій — до Брацлавського воєводства, у Російській імперії — до Ольгопільського повіту Подільської губернії. В Українській РСР Шарапанівку було включено до Крижопільського району, який входив спочатку до Тульчинської округи (1923—1930) та згодом до Вінницької області (з 1932 року). Під час Другої світової війни Шарапанівка входила до румунської зони окупації з тимчасовою румунською цивільною управою — губернаторства Трансністрія (1941—1944).

## Географія
Станом на 2024 рік село займало площу 5,478 км² (547,8 га). На захід від села бере початок річка Берладинка (Бершадка), ліва притока Дохни (басейн Південного Бугу). За описом 1890 року, Шарапанівка знаходилася над річкою Бернардинкою (Бережанкою), яка утворювала тут великий ставок; село знаходилося в Ольгопільському повіті, на кордоні з Ямпільським повітом.
За описом 1901 року, Старо-Шарапанівка була розташована частково на схилі, частково — у долині біля ставка. Кліматичні умови характеризувалися як сприятливі для здоров'я; грунти були частково чорноземні, частково суглинисті. Слобода-Шарапанівка була розташована на схилі, і лише невелика частина села знаходилася на низині вздовж річки Дохна по обидва боки. Місцевість також характеризувалася як сприятлива для здоров'я мешканців; ґрунти були чорноземні.

## Назва

### Назва села
В історичних джерелах XVII століття Шарапанівка згадується як Сарапанівка (Сарапановка, Sarapanowka, Szarapanowka, Szarapaniewka). Як Шарапанівка село відоме від XVIII століття.
Походження назви Шарапанівка невідоме. Із цього приводу існує декілька місцевих легенд:
- За однією з версій, назва походить від слова «шарпати», оскільки, за переказами, у цій місцевості колись оселилися розбійники, які «шарпали» проїжджих; поселення спершу називали Шарпанівкою, а згодом назва трансформувалася в Шарапанівку[10].
- За іншою версію, назва села походить від слова «шарабан» (кінний екіпаж), оскільки, за переказами, у болоті поблизу річки, що перетинала дорогу в цій місцевості, одного разу застряг шарабан із паном (чи панею), який місцеві жителі допомогли витягти; через цю подію поселення отримало назву Шарабанівка, яка із часом також трансформувалася в Шарапанівку[10].

Мовознавець Костянтин Тищенко зараховував Шарапанівку до сіл із назвами арабського фракталу, пов'язуючи походження назви з назвою античного міста-порта Сарапан (нині Шорапані, Грузія) на річці Фасіс (Ріоні) на Кавказі.
На позначення двох частин (парафій) Шарапанівки використовувалися назви Старо-Шарапанівка і Слобода-Шарапанівка. Старо-Шарапанівка була старішим поселенням, яке, ймовірно, отримало епітет «Стара» для відрізнення від новішого поселення, названого Слободою — Слободи-Шарапанівки, заснованої пізніше.

### Мікротопоніми
Деякі мікротопоніми Шарапанівки:
- Редькова левада — поле, осаджене деревами, яке, за переказами, у минулому належало родині з прізвищем Редька.
- Буцкові корчики — урвище поряд із Редьковою левадою, яке, за переказами, у минулому належало родині з прізвищем Буцок; словом «корчи» в селі називалися кущі.
- Попова дубинка — гайок.
- Козацька дорога — стара польова дорога, пізніше переорана.
- Дорога біля чуми — інша польова дорога, назва якої походила від розташованої поряд із нею могили з кам'яним хрестом, у якій за переказами була похована жінка з дитиною, що померли від чуми; пізніше хрест був поступово зруйнований, а дорога переорана на поле.
- Замчисько — горбок на полі, що належало сусідньому селу, але було близьке до Шарапанівки. За переказами, тут був великий льох, у якому переховувалися місцеві жителі під час нападів татар.
- Звіринець — місцевість на краю лісу, де, за переказами, знаходилася панська садиба.

## Адміністративна належність
У результаті адміністративно-територіальної реформи в Україні у 2020 році село Шарапанівка увійшло до Крижопільської селищної громади в складі Тульчинського району Вінницької області. У 2021 році Шарапанівка стала адміністративним центром Шарапанівського старостинського округу, створеного в межах Крижопільської селищної громади.

### Історичні дані
- У Гетьманщині станом на 1648 рік Шарапанівка входила до Тиманівської сотні Брацлавського полку[14].
- У Речі Посполитій Шарапанівка входила до складу Брацлавського воєводства[14].
- У Російській імперії село Шарапанівка станом на 1885 рік належало до Тернавської волості Ольгопільського повіту Подільської губернії[15], станом на 1893—1917 роки — до Чоботарської волості того ж повіту[16][17][18].
- 7 (20) листопада 1917 року, відповідно до Третього Універсалу Української Центральної Ради, увійшло до складу Української Народної Республіки[19].
- В Українській СРР села Стара Шарапанівка та Шарапанівська Слобода увійшли до Крижопільського району[18], створеного в 1923 році при встановленні нового адміністративно-територіального поділу Поділля. Крижопільський район з 1923 до 1930 року входив до Тульчинської округи[20], у червні 1930 року був приєднаний до Вінницької округи[21], у вересні переведений у пряме підпорядкування Української СРР[22] та з 1932 року включений до складу новоствореної Вінницької області[23].
- Під час румунської окупації (1941—1944) Стара Шарапанівка (Şarapanovca Veche) та Шарапанівська Слобода (Sloboda Şarapanovca) у складі Крижопільського району (Raionul Crijopol) були віднесені до Жугастрівського повіту (Județul Jugastru) губернаторства Трансністрія[24], що знаходилося під тимчасовою румунською цивільною управою.
- Станом на 1946 рік села Стара Шарапанівка та Слободо-Шарапанівка залишалися в складі Крижопільського району Вінницької області[25]. В 1957 році два села були адміністративно об'єднані в один населений пункт — село Шарапанівка Крижопільського району Вінницької області[26]. Шарапанівка була центром Шарапанівської сільської ради[27].

## Історія

### Пам'ятки археології
На південний захід від села Шарапанівка виявлено два поселення черняхівської культури (ІІІ—ІV ст. н. е.). Відкриті у 2003 році археологом М. В. Потупчиком, поселення включені до переліку пам'яток археології місцевого значення.
За археологічною картою Подільської губернії 1901 року, на території сільських садиб у Шарапанівці знаходилося «Замчище»; також у 1883 році біля села було знайдено скарб, що містив приблизно один гарнець старовинних срібних турецьких монет.

### Хмельниччина

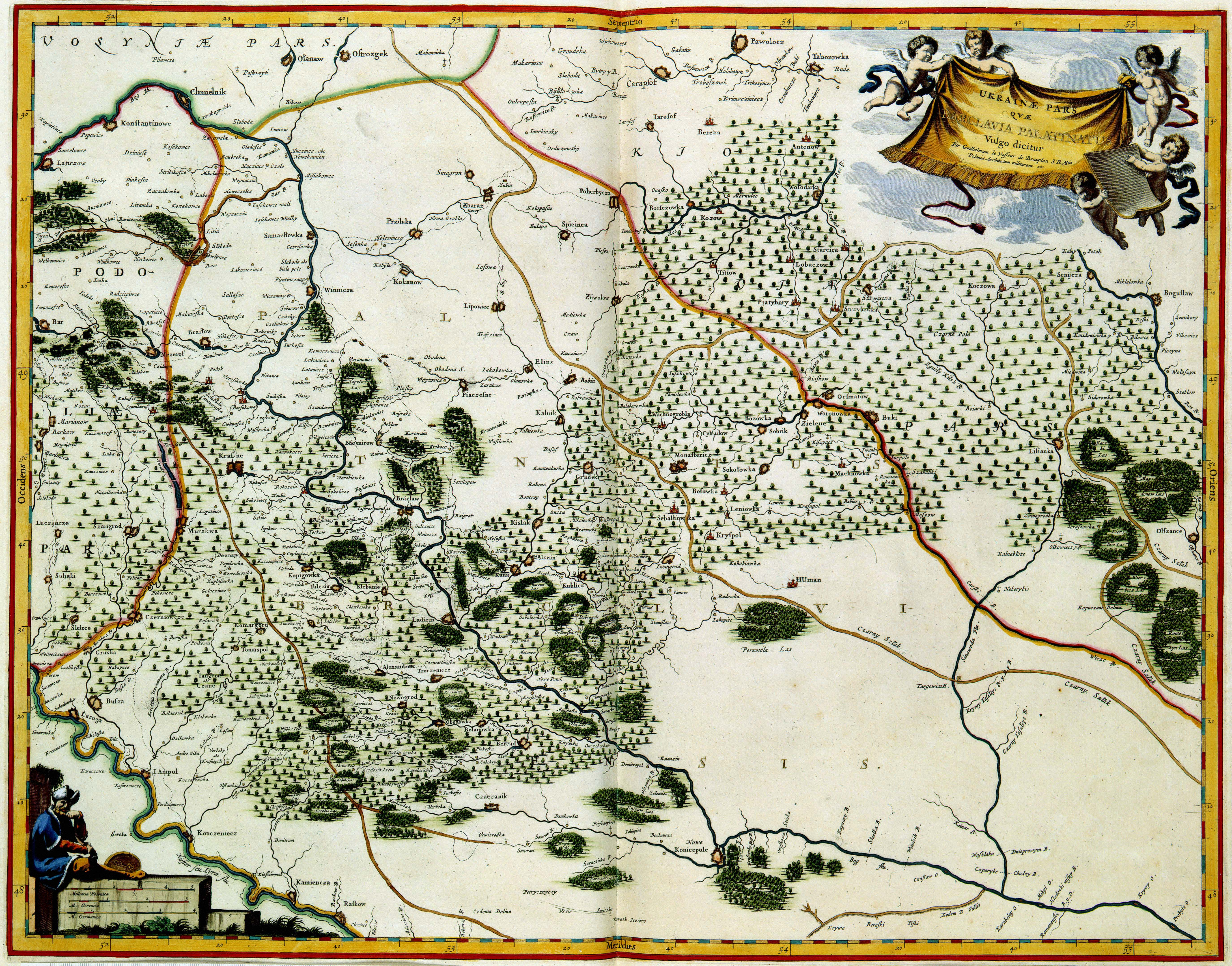
Карта Брацлавського воєводства Гійома де Боплана 17 століття, у лівій нижній частині якої позначено Шарапанівку (Szarapanuwka / Szarapaniewka)

Час заснування Шарапанівки невідомий. В актах коронного трибуналу 1630 року згадується слобода Сарапанівка (Sarapanowka). На карті Гійома де Боплана її також позначено як слободу. Через Шарапанівку проходив Кучманський шлях, один із так званих татарських торгово-воєнних шляхів, що поєднували Дике Поле з лісостеповою частиною України.
До 1648 року Шарапанівка була в складі Брацлавського воєводства Польського королівства. Під час Великого повстання 1648 року Шарапанівка увійшла до української держави в складі Тиманівської сотні Брацлавського полку. Унаслідок Білоцерківської україно-польської угоди 1651 року Шарапанівка разом з усім Брацлавським полком відійшла до Польського королівства, але наступного року, на початку Україно-польської війни 1652—1658 років, повернулася до складу української держави.
Згодом Шарапанівка згадується в присяжних списках 1654 року як місто Сарапанівка (город Сарапановка), пізніше — у подимному реєстрі 1664 року як село Шарапанівка (в якому на той час було 9 димів та млин із 2 каменями й однією ступою), та в списку маєтків Станіслава Конецпольського, складеному у 1676—1679 роках. За умовами Журавненської польсько-турецької угоди 1676 року і внаслідок падіння уряду гетьмана Петра Дорошенка Шарапанівка увійшла до складу Турецького цісарства. В османському описі адміністративного поділу України 1678 року Сарапанівка (Сарапановка) згадується як одна з паланок у підпорядкуванні полковника фортеці Брацлав (Прашлав).

### У складі Речі Посполитої
Сучасне село Шарапанівка відоме з другої половини XVIII століття. У 1745 році в Старо-Шарапанівці було зведено храм на честь Покрови Пресвятої Богородиці. У 1761 році було побудовано храм у Слободі-Шарапанівці.

### У складі Російської імперії
- Конецпольські
- Любомирські
- Ярошинські

- Костянтин Ярошинський (нар. 1818)
- Костянтин Валер'ян Ярошинський (нар. 1842)
- Нащадки Юзефа Ярошинського (станом на 1898 рік)

- Марія Маньковська (станом на 1905 рік)

На початку XIX століття пан Ярошинський, якому належали Шарапанівка, М'ястківка (нині Городківка), Гарячківка та Ставки, переселив частину селян цих сіл до іншого свого села Болган. Вихідці із Шарапанівки також були серед нових поселенців Кам'янки. В середині XIX століття серед власників Шарапанівки були Костянтин Ярошинський (нар. 1818) та його син Костянтин Валер'ян Ярошинський (нар. 1842).
У 1839 році в Шарапанівці було відкрито винокурний завод. У 1870 році в 13 верстах від Шарапанівки було відкрито залізничну станцію Крижопіль Києво-Балтської залізниці. У 1877 році в Слободі-Шарапанівці було збудовано новий дерев'яний храм на честь Різдва Пресвятої Богородиці.
У 1884 році кілька родин із села Старо-Шарапанівки переселилися до Херсонської губернії, де вони разом із переселенцями з інших сіл придбали землю в Ананьївському повіті й заснували там село під назвою Федорівка, за іменем солдата, уродженця Старо-Шарапанівки, Федора Басистого, який очолював переселення.
За даними на 1898 рік, Шарапанівка належала спадкоємцям дворянина Подільської губернії римо-католика Юзефа (Йосифа Францовича) Ярошинського. Власники проживали в селі Антопіль Ямпільського повіту, але самостійно займалися господарством. Загальна площа маєтку становила 2473 десятини, з них: садибна — 24 десятини, орна — 1927 десятин, ліс — 425 десятин, непридатна для використання — 87 десятин.
За даними на 1901 рік, населення Старо-Шарапанівки займалося землеробством, проте економічний стан населення страждав від малоземелля. Додатковим заробітком для селян була робота на цукрових плантаціях; невелика частина населення займалася лісопилянням, чоботарством, столярством, бондарством і ткацтвом. Населення Слободи-Шарапанівки займалося хліборобством. 1905 року селяни розгромили поміщицький маєток, забрали хліб, худобу та інвентар. Станом на 1905 рік власницею Шарапанівки була Марія Маньковська.

### Визвольні змагання
Див. також: Крижопіль § Визвольні змагання
У 1919—1920 роках на території залізничної станції Крижопіль (за 16 верст від Шарапанівки) та на навколишніх землях відбувалися бойові дії між союзницькими військами УНР і Галицької армії та військами РСЧА і ЗСПР.

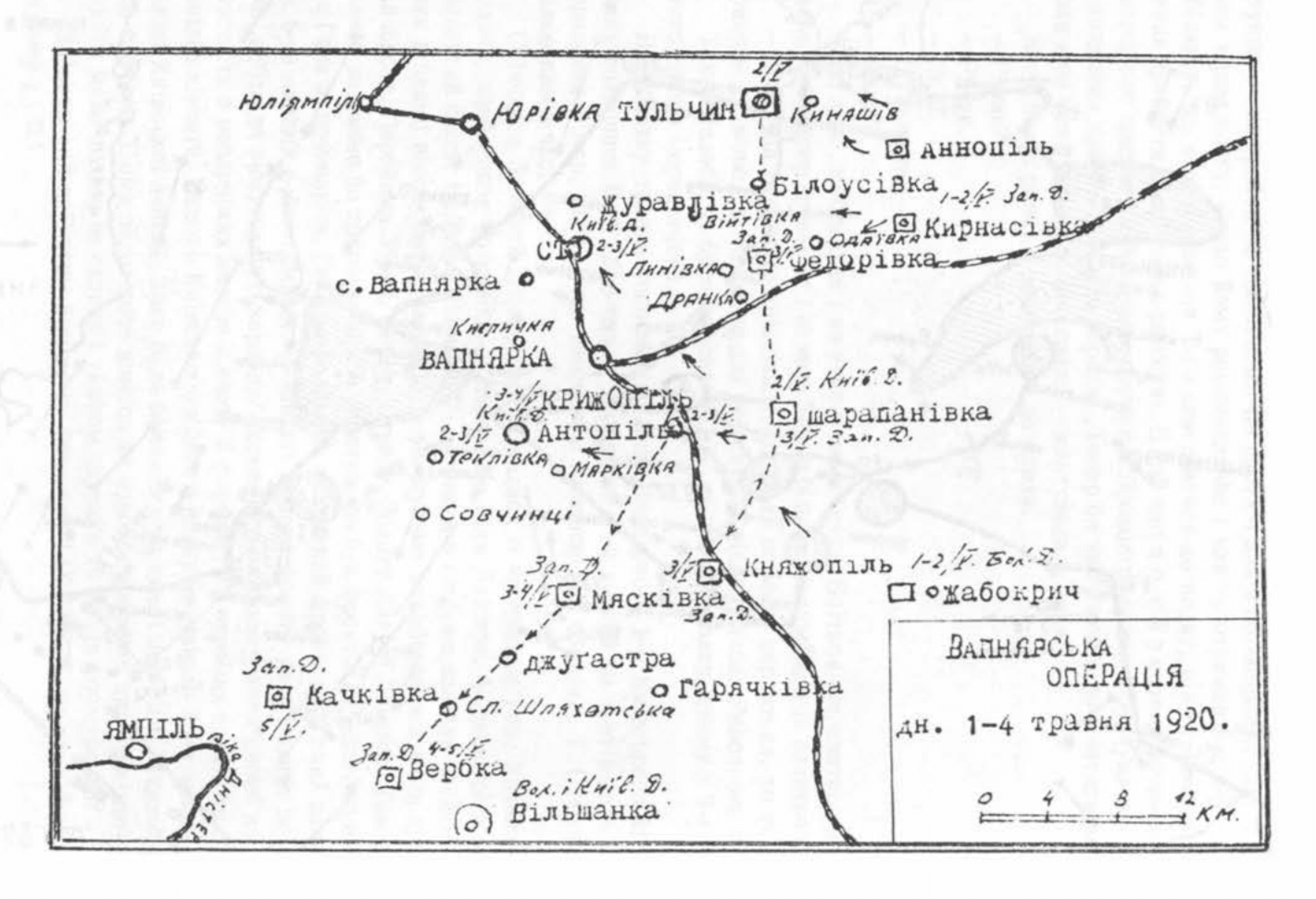
Вапнярська операція 1—4 травня 1920 року

Станом на 21 жовтня 1919 року лінію Тиманівка — Шарапанівка займала Київська група Наддніпрянської армії. 1 травня 1920 року, напередодні наступу на станцію Вапнярка наприкінці Першого зимового походу, у Шарапанівці та Куничому розташовувалася Київська дивізія та 3-й кінний Залізний полк Армії УНР. 3 травня Шарапанівку та сусідню Красногірку зайняла Запорізька дивізія з полком Чорних Запоріжців, відступивши з Тульчина.
На 5 травня 1920 року 60-та стрілецька дивізія 14-ї армії РСЧА знаходилася південніше міста Тульчин на лінії фронту Куниче — Шарапанівка — Марківка — М'ястківка (нині Городківка). 7—8 травня ця дивізія вела бої на ділянці залізниці Жмеринка — Одеса, зокрема на фронті Куниче — Шарапанівка — Марківка, у ході яких втратила контроль над Шарапанівкою. Станом на 14 червня 1920 року лінію Шарапанівка — Княже (нині Княжа Криниця) — Антонівка (нині Кісниця) — Савчине зайняла 123-тя стрілецька бригада 41-ї стрілецької дивізії РСЧА.

### У складі СРСР

#### Перший радянський період
У 1920 році в Шарапанівці було створено комітет незаможних селян (комнезам). В 1921 році в селі було утворено лікнеп. Колективне господарство в Шарапанівці було створено в 1930 році. Також в 1930 році відкрилася семирічна школа.
У 1932 році в спецповідомленні Вінницького обласного відділу ДПУ (ГПУ) стверджувалося, що 13 квітня понад 80 жінок і підлітків розібрали 40 пудів висадок буряка на радгоспному полі поблизу села Шарапанівки. У спецповідомленні за травень 1932 року зазначалося про систематичні набіги селян на радгосп у селі Шарапанівка з метою розбору висадкового буряка, що призводило до збройних конфліктів з охороною складів. Крім того, стверджувалось, що в селах Старо-Шарапанівка, Слобода-Шарапанівка, Куниче та Крижопіль (нині Високе) проводилася робота для організації виступу з метою повного розгрому Шарапанівського радгоспу.
Під час організованого радянською владою Голодомору 1932—1933 років померло щонайменше 389 жителів села, зокрема щонайменше 196 в Старій Шарапановці та 172 в Слободі-Шарапанівці.

#### Друга світова війна
Під час Другої світової війни, з 23 липня 1941 року, Стара Шарапанівка та Слобода-Шарапанівка були окуповані румунськими військами (гірським корпусом 3-ї румунської армії) та згодом включені в губернаторство Трансністрія, що знаходилося під тимчасовою румунською цивільною управою. 15 березня 1944 року Стара Шарапанівка та Слобода-Шарапанівка були зайняті радянськими військами (303-ю стрілецькою дивізією 73-го стрілецького корпусу 52-ї армії 2-го Українського фронту). На фронтах війни загинуло 382 жителі села. З них в 1941 році — 17 чоловік, в 1942 — 16, в 1943 — 20, в 1944 році — 168. В 1945 році пропало 46 чоловік.

#### Другий радянський період
У повоєнний період у селі функціонували дві школи: 8-річна й середня. У 1951 році колгосп імені Воровського (села Слобода-Шарапанівка) було об'єднано з колгоспом імені Петровського (села Стара Шарапанівка). У результаті було створено один колгосп імені Калініна села Шарапанівки. У 1957 році в селі відкрито пам'ятку «Братська могила 83 воїнів Радянської Армії і партизан, загиблих при обороні та звільненні села».
За даними на 1972 рік, у Шарапанівці містилася центральна садиба колгоспу імені Калініна. Земельні угіддя становили 3983 га, зокрема орної землі 3040 гектарів. Працювали середня та восьмирічна школи, будинок культури, клуб і 2 бібліотеки, лікарня. До 1975 року на території Шарапанівки існував радгосп Тростянецького відділення; у березні 1975 року він був приєднаний до колгоспу. У 1985 році в селі було відкрито пам'ятку «Пам'ятник 383 воїнам — односельчанам, загиблим на фронтах ВВВ». В 1987 році відкрито нову двоповерхову середню школу, згодом — загальноосвітня школа I—III ступенів.

## Церква

### Церква Покрови Пресвятої Богородиці (Старо-Шарапанівка)
Станом на 1901 рік у парафії Старо-Шарапанівки існував храм на честь Покрови Пресвятої Богородиці, збудований у 1745 році. Цей храм був відремонтований у 1845 році; тоді його підняли на кам'яний фундамент і добудували два приділи — північний та південний, а також ризницю. У 1875 році до церкви була добудована дерев'яна дзвіниця. У церкві був п'ятиярусний іконостас.
У користуванні причту було 39 десятин церковної землі. Причтові приміщення були облаштовані і відремонтовані поміщиком у 1886 році. Церковна школа до 1887 року розташовувалася в приміщенні волосного правління; згодом, із відкриттям міністерського училища в приміщенні церковноприходської школи, церковноприходська школа перейшла до церковної сторожки. У 1891 році, коли за бажанням парафіян міністерську школу, як надто дорогу, було закрито, її приміщення зайняла церковноприходська школа.

### Церква Різдва Пресвятої Богородиці (Слобода-Шарапанівка)
Перший храм у парафії Слободи-Шарапанівки був побудований у 1761 році, а через його ветхість у 1877 році було зведено новий дерев'яний храм на честь Різдва Пресвятої Богородиці. Вартість будівництва разом із дзвіницею склала 12 000 рублів. Іконостас у храмі був двоярусний. Оскільки нова церква була побудована на іншому місці, старий церковний цвинтар увійшов до складу священницької садиби, а на місці престолу попередньої церкви було встановлено кам'яний пам'ятник із хрестом нагорі.
У користуванні причту було 36 десятин церковної землі. Серед священнослужителів парафії був відомий священник Іасон Кульчицький, стараннями і працею якого було побудовано храм 1877 року. Станом на 1901 рік окремої школи в Слободі-Шарапанівці не було, і діти цього села навчалися разом із дітьми села Старо-Шарапанівки в церковноприходській школі, розташованій у останньому селі. У жовтні 1985 року історичний пам'ятник-церкву було розкидано. В 1997 році було відкрито церкву, відбудовану на колишньому фундаменті зруйнованої церкви.

## Населення

### Чисельність
- За даними на 1885 рік, у Шарапанівці було 277 дворів і 2258 жителів[15].
- За даними на 1893 рік, у Шарапанівці було 548 дворів і 2881 житель[16].
- За переписом 1897 року в Шарапанівці було 3124 жителі[54].
- За даними на 1905 рік, у Шарапанівці було 634 двори і 3138 жителів[17].
- За даними на 1925 рік, у Старо-Шарапанівці було 499 господарств і 1958 жителів, у Слободо-Шарапанівці — 480 господарств і 1895 жителів[18].
- За даними на 1972 рік, у Шарапанівці було 3175 жителів[55].
- За переписом 1989 року постійне населення Шарапанівки становило 1599 жителів. Наявне населення становило 1575 жителів[56].
- За переписом 2001 року постійне населення Шарапанівки становило 1187 жителів[57]. Наявне населення становило 1159 жителів[58].
- За даними на 1 січня 2024 року, населення Шарапанівки становило 576 жителів[1].

|         | 1885 рік | 1893 рік | 1897 рік | 1905 рік | 1925 рік | 1972 рік | 1989 рік | 2001 рік | 2024 рік |
| ------- | -------- | -------- | -------- | -------- | -------- | -------- | -------- | -------- | -------- |
| Жителів | 2258     | 2881     | 3124     | 3138     | 3853     | 3175     | 1599     | 1187     | 576      |
| Дворів  | 277      | 548      | —        | 634      | 979      | —        | —        | —        | —        |

### За статтю та віком
- За переписом 1897 року в Шарапанівці серед 3124 жителів було 1520 чоловіків (48,65 %) та 1604 жінки (51,34 %)[54].

- За переписом 1989 року в Шарапанівці серед 1599 жителів постійного населення було 640 чоловіків (40,03 %) та 959 жінок (59,97 %). Серед 1575 жителів наявного населення було 640 чоловіків (40,63 %) та 935 жінок (59,37 %)[56].

- За даними на 2024 рік, у Шарапанівці серед 576 жителів було зареєстровано 245 чоловіків (42,53 % — з них 20 чоловіків 18—26 років та 150 чоловіків 27—59 років), 273 жінки (47,4 %), 33 дітей до 14 років (5,73 %) і 25 дітей 14—17 років (4,34 %)[1].

| Зареєстровано всього | Чоловіків | Чоловіків | Чоловіків | Чоловіків | Жінок | Жінок | Дітей до 14 років | Дітей до 14 років | Дітей 14—17 років | Дітей 14—17 років |
| Зареєстровано всього | Всього    | %         | 18—26     | 27—59     | осіб  | %     | осіб              | %                 | осіб              | %                 |
| -------------------- | --------- | --------- | --------- | --------- | ----- | ----- | ----------------- | ----------------- | ----------------- | ----------------- |
| 576                  | 245       | 43        | 20        | 150       | 273   | 47    | 33                | 6                 | 25                | 4                 |

### За мовою
- За переписом 2001 року в Шарапанівці серед 1187 жителів постійного населення 1177 людей (99,16 %) вказали рідною мовою українську, 9 людей (0,76 %) — російську, 1 людина (0,08 %) — білоруську[57][59].

| Мова       | Кількість | Відсоток |
| ---------- | --------- | -------- |
| українська | 1177      | 99,16 %  |
| російська  | 9         | 0,76 %   |
| білоруська | 1         | 0,08 %   |
| Усього     | 1187      | 100 %    |

### За релігією
- За переписом 1897 року в Шарапанівці серед 3124 жителів було 2997 православних (95,93 %)[54].
- За даними на 1901 рік, у парафії Старо-Шарапанівки було 1546 православних парафіян і приблизно 40 євреїв; у парафії Слободо-Шарапанівки — 1536 православних парафіян та декілька єврейських родин[6][4].

## Економіка
Станом на 2024 рік у Шарапанівці було зареєстровано 8 сільськогосподарських підприємств, серед них 5 фермерських господарств.

## Транспорт
Автомобільні дороги загального користування місцевого значення:
- О020905 Шарапанівка — Куниче — Соколівка;
- С020920 Заболотне — Шарапанівка.

## Соціальна сфера

### Освіта
Станом на 2021 рік у Шарапанівці діяв навчально-виховний комплекс «Загальноосвітній навчальний заклад І—ІІІ ступенів — дошкільний навчальний заклад». У 2021 році Крижопільська селищна рада ухвалила рішення про закриття школи в Шарапанівці з переведенням учнів до опорної школи в Крижополі.

### Медицина
Станом на 2021 рік у Шарапанівці діяв фельдшерсько-акушерський пункт, що входив до структури Крижопільської амбулаторії загальної практики—сімейної медицини в складі Крижопільського центру первинної медико-санітарної допомоги.

## Культура

### Фольклор
До збірки пісень у V томі «Трудів етнографічно-статистичної експедиції», опублікованого в 1874 році, увійшла пісня, записана в Старо-Шарапанівці:
Зажурилася бідная вдівонька,

Що не скошена зелена дібровонька.

Найду я косарівъ сімдесятъ чотири,

Щоби скосити всі гори й долини.

Косарі косять, а вітрець повіває,

Шовкова трава на косу полягає,

Десь мій миленький на сивімъ коню грає.

— Ой годі-годі на сивімъ коню грати,

Иди до мене вечеру вечеряти

„Вечерай, мила, вечерай, здорова,

Випала жъ мені на Вкраїну дорога“.

— Тобі дорога, мені шляшочокъ битий:

Якъ ти поідешъ, що жъ я буду робити.
(С. Старая Шарапанівка,
Ольгопольськ. у. К. Е. Шейковскій).

### Вишивка
У березні 2025 року на виставці «Вишивка Східного Поділля» в музеї Івана Гончара були представлені жіночі вишиті сорочки із Шарапанівки початку та першої половини XX століття:

Жіночі вишиті сорочки із Шарапанівки початку XX століття
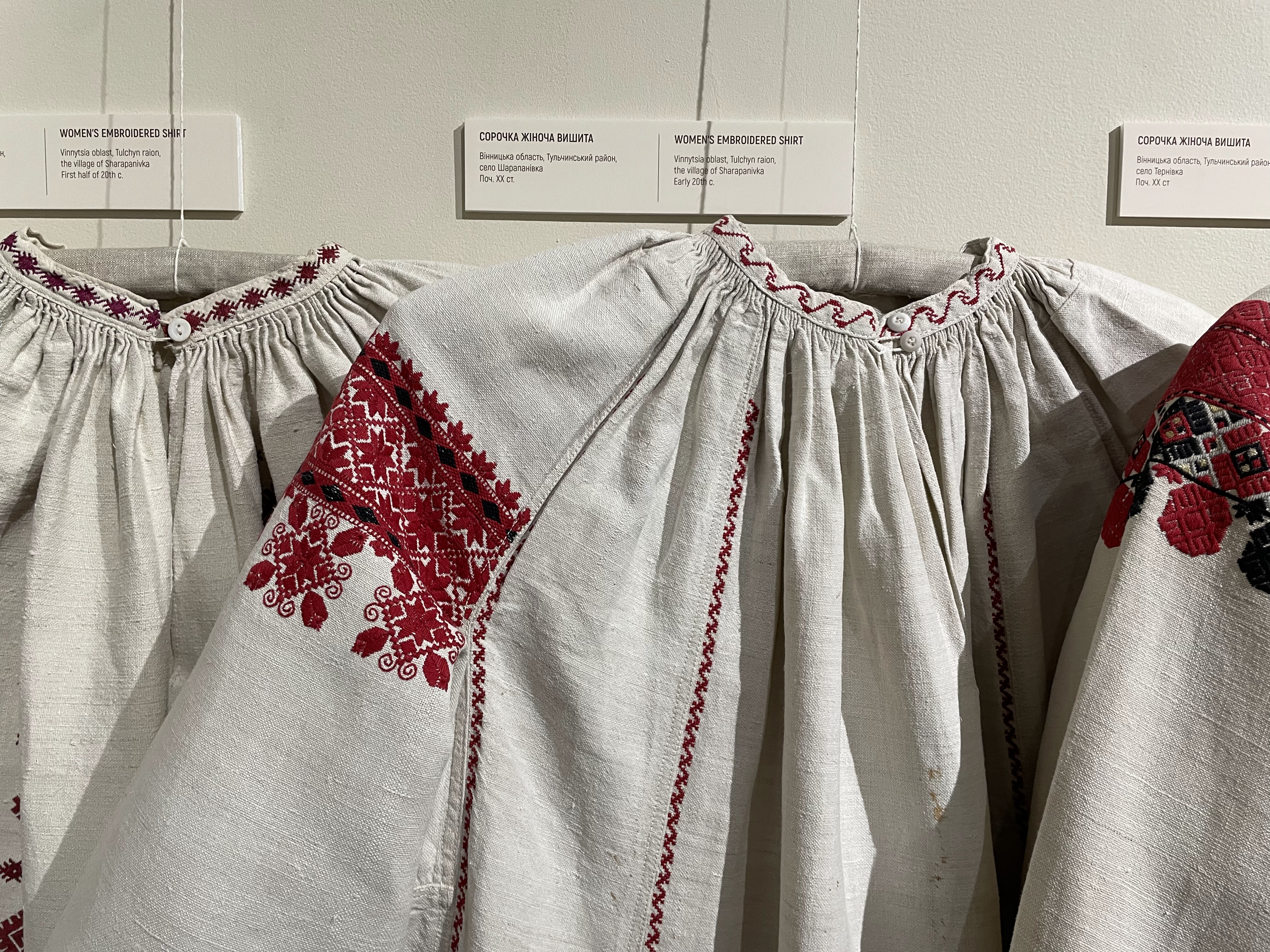
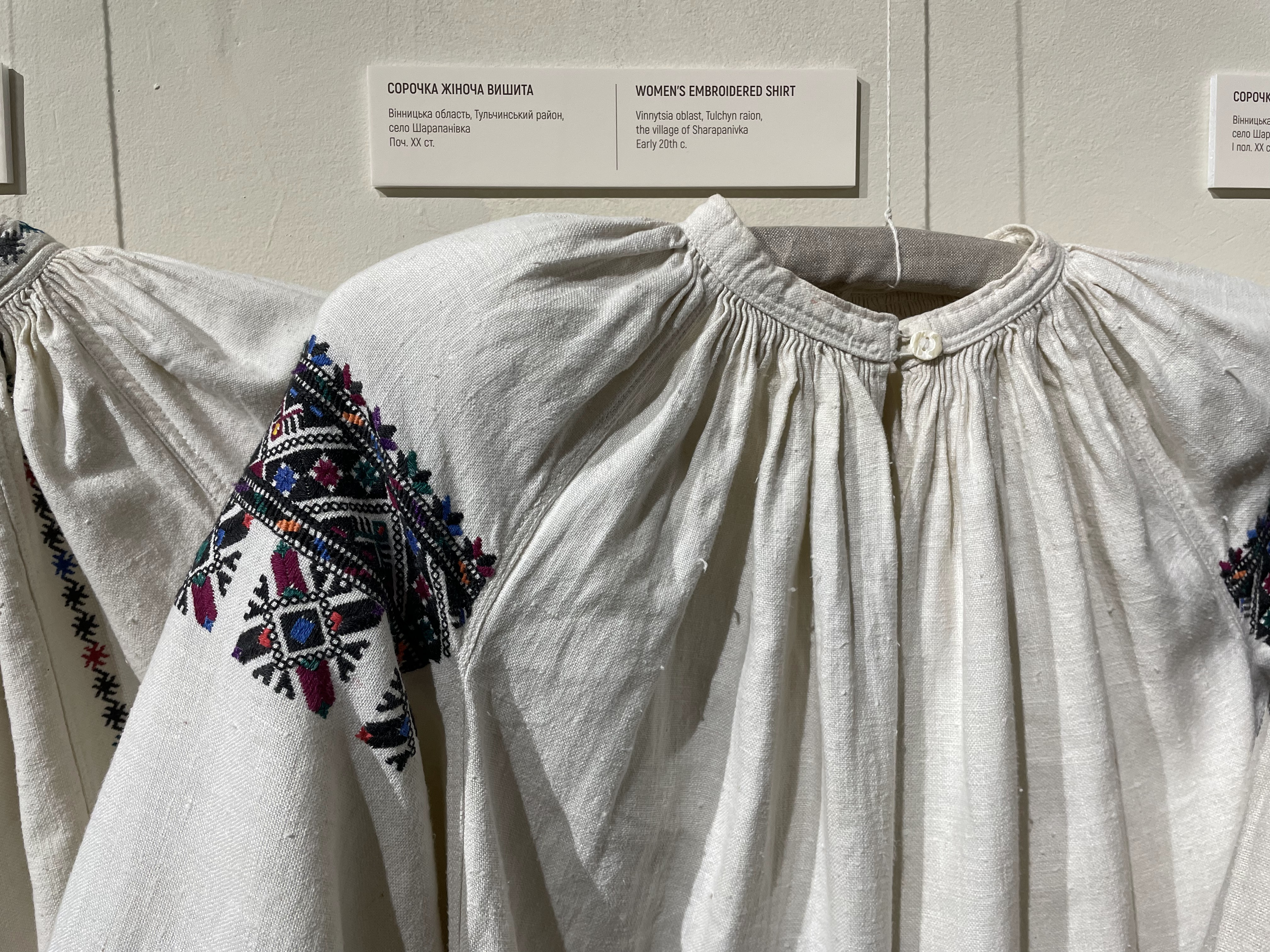
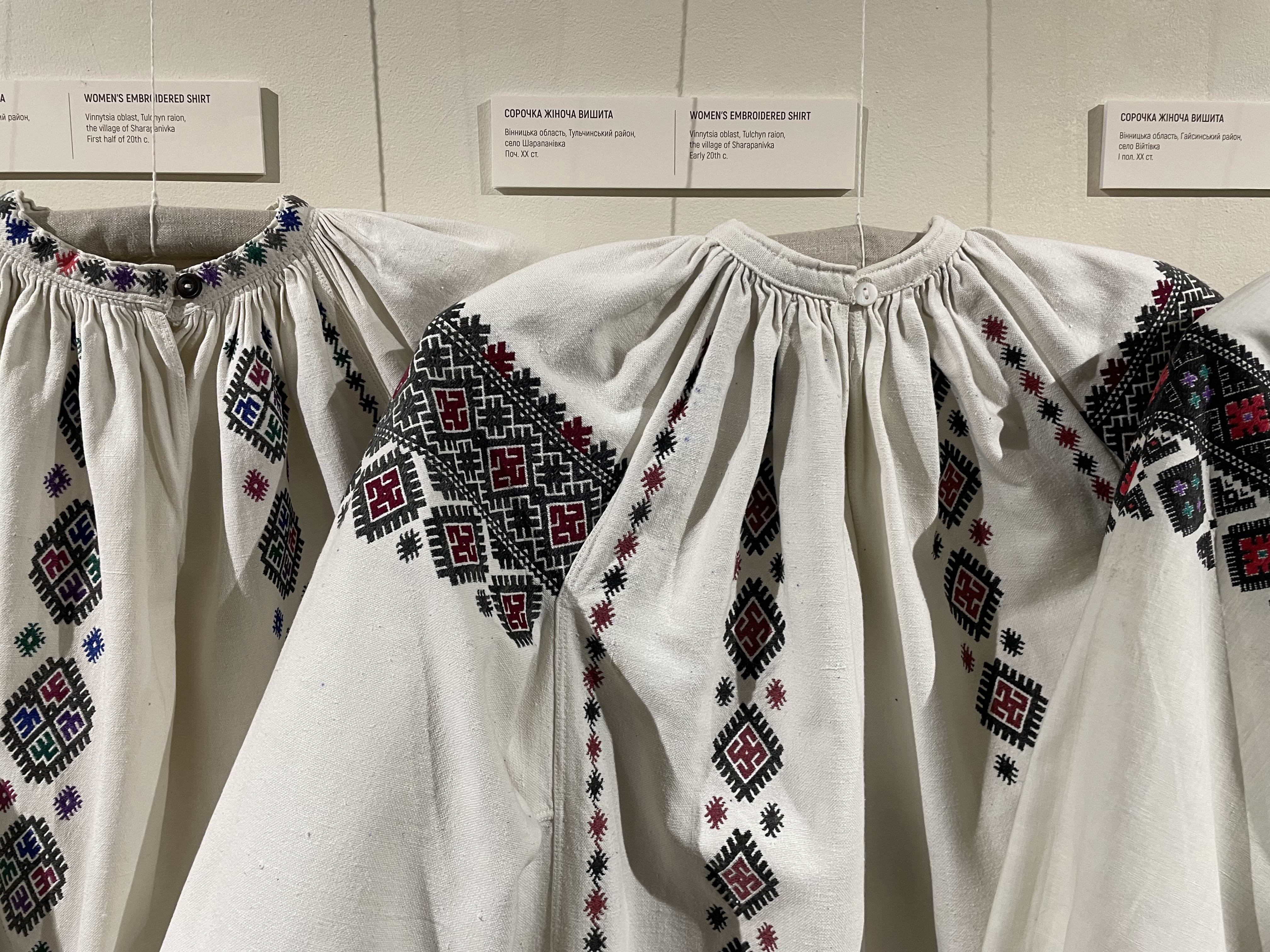

Жіночі вишиті сорочки із Шарапанівки першої половини XX століття
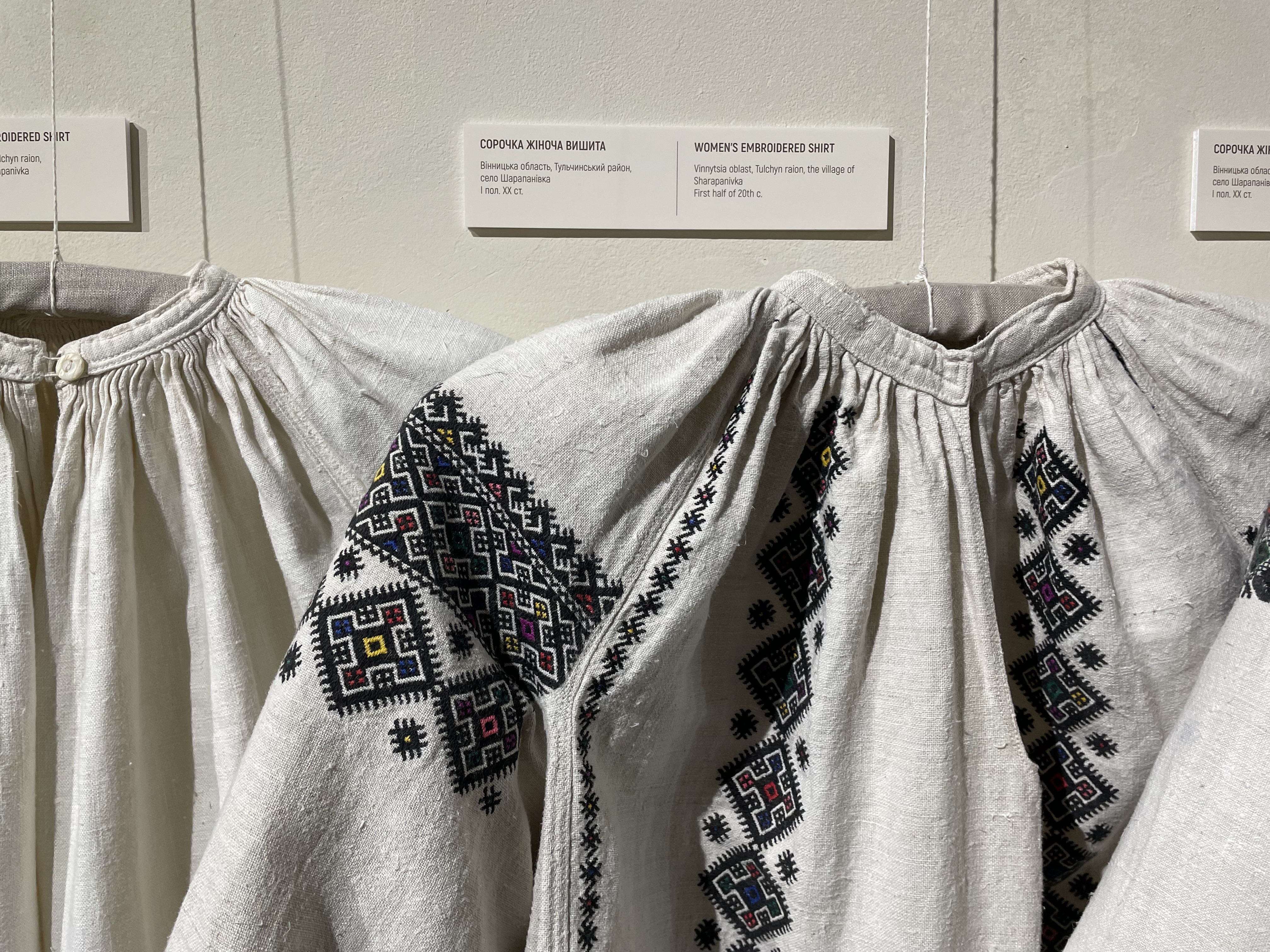
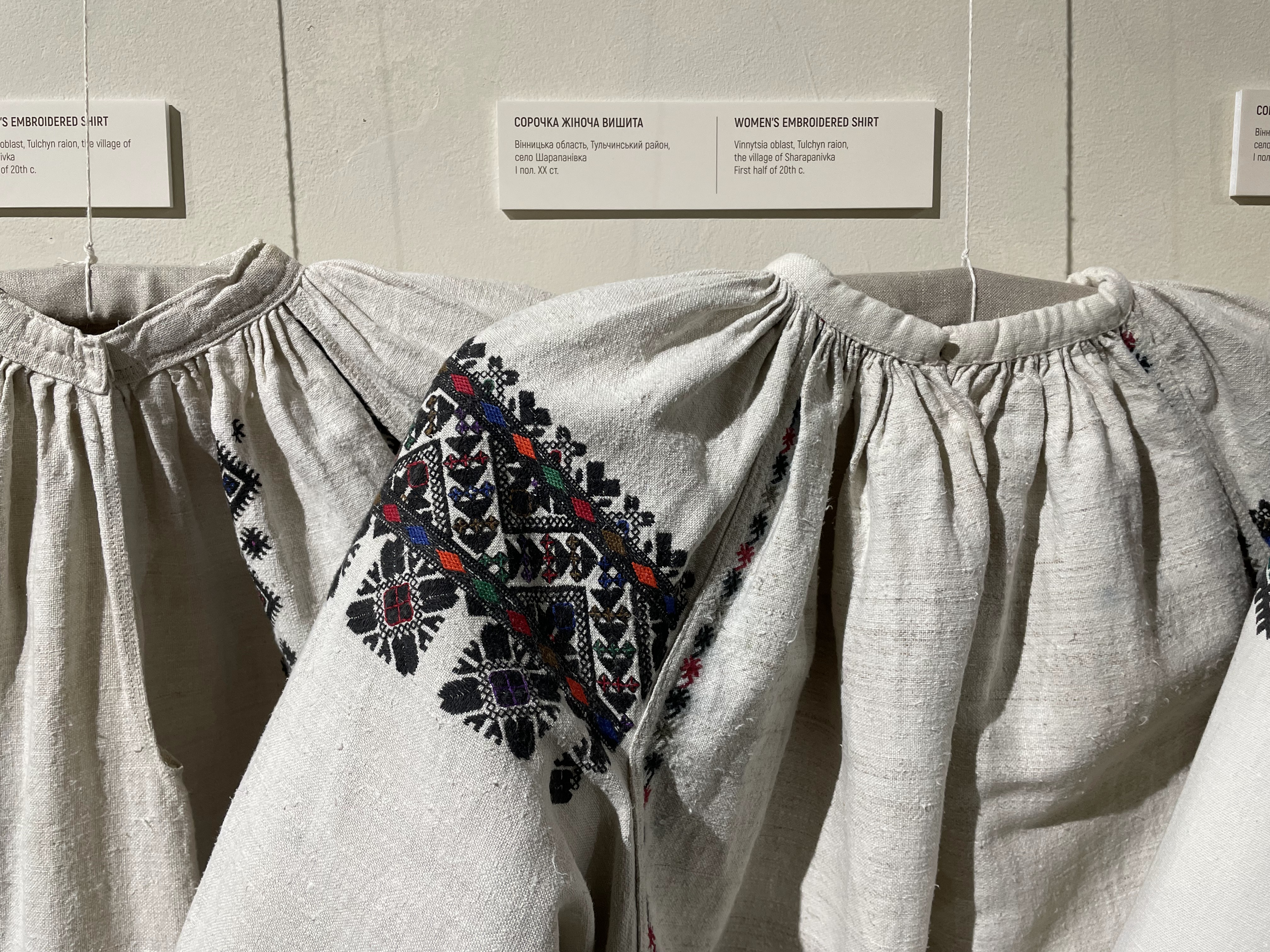
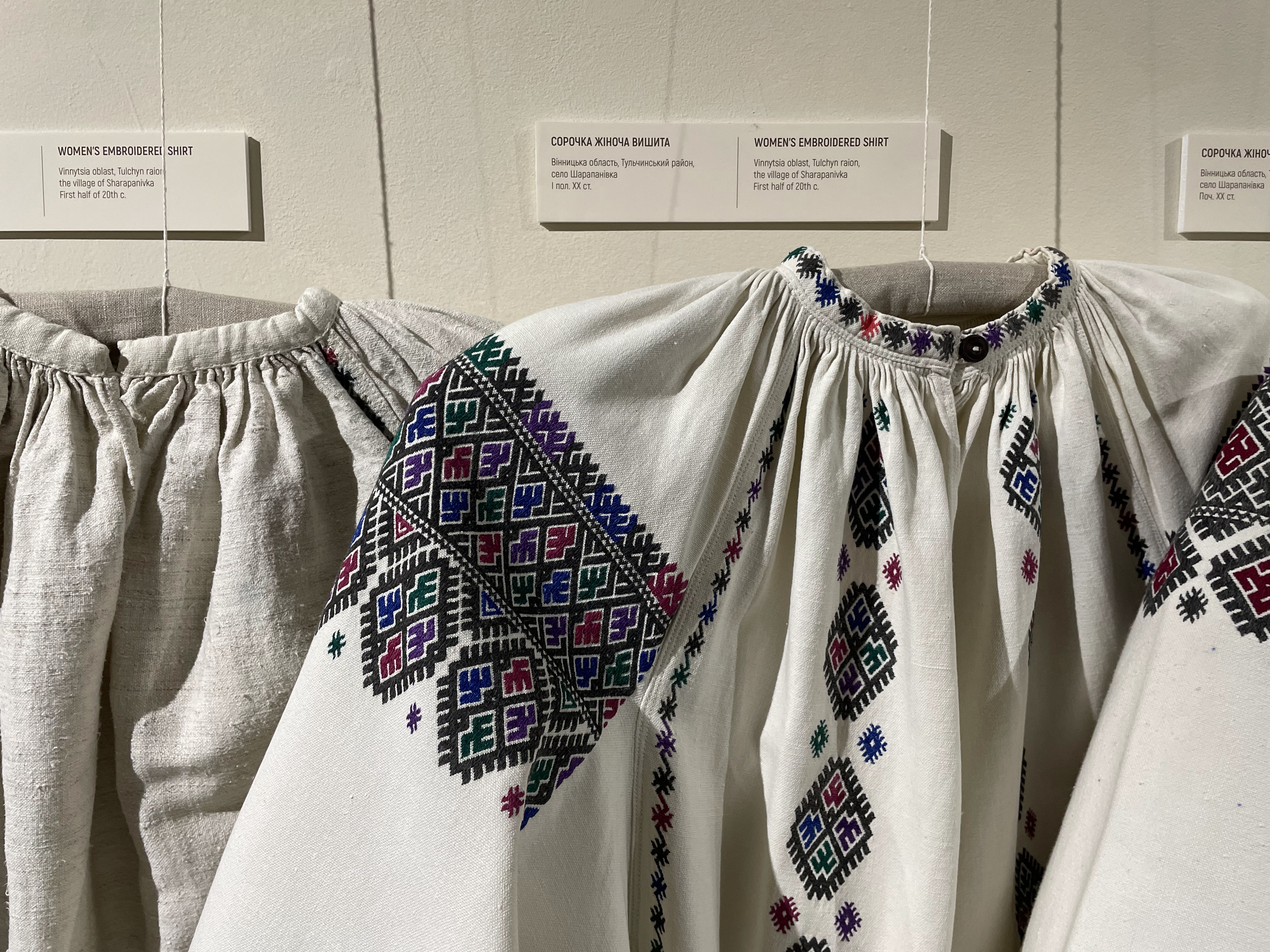

## Пам'ятки

### Пам'ятки археології
- Два поселення черняхівської культури (ІІІ—ІV ст. н. е.) — відкриті у 2003 році М. В. Потупчиком, пам'ятки археології місцевого значення[28].

### Пам'ятки історії
- Пам'ятка «Братська могила 83 воїнів Радянської Армії і партизан, загиблих при обороні та звільненні села» — відкрито 1957 року, пам'ятка історії місцевого значення[53].
- Пам'ятка «Пам'ятник 383 воїнам — односельчанам, загиблим на фронтах ВВВ» — відкрито 1985 року, пам'ятка історії місцевого значення[53].

## Відомі люди
- Причепій Євген Миколайович (нар. 1939) — філософ, культуролог, доктор філософських наук (1986), професор (1987). Народився в Шарапанівці[67].
- Куций Володимир Артемович — полковник міліції, поет, член Національної спілки письменників України. Старший брат Олександра Куцого[68].
- Куций Олександр Артемович — генерал-майор, колишній начальник Слідчого управління Генеральної прокуратури України, також працював у Міністерстві внутрішніх справ та Податковій службі України, кандидат юридичних наук, член Національних спілок письменників і журналістів України. Станом на 2023 рік проживав в Одесі. Молодший брат Володимира Куцого[68].
- Басова Любов Валеріївна (нар. 1988) — трекова велогонщиця, заслужений майстер спорту, учасниця Олімпійських ігор у Лондоні (2012). Народилась у Шарапанівці.